# 圣马达肋纳堂 (布鲁日)

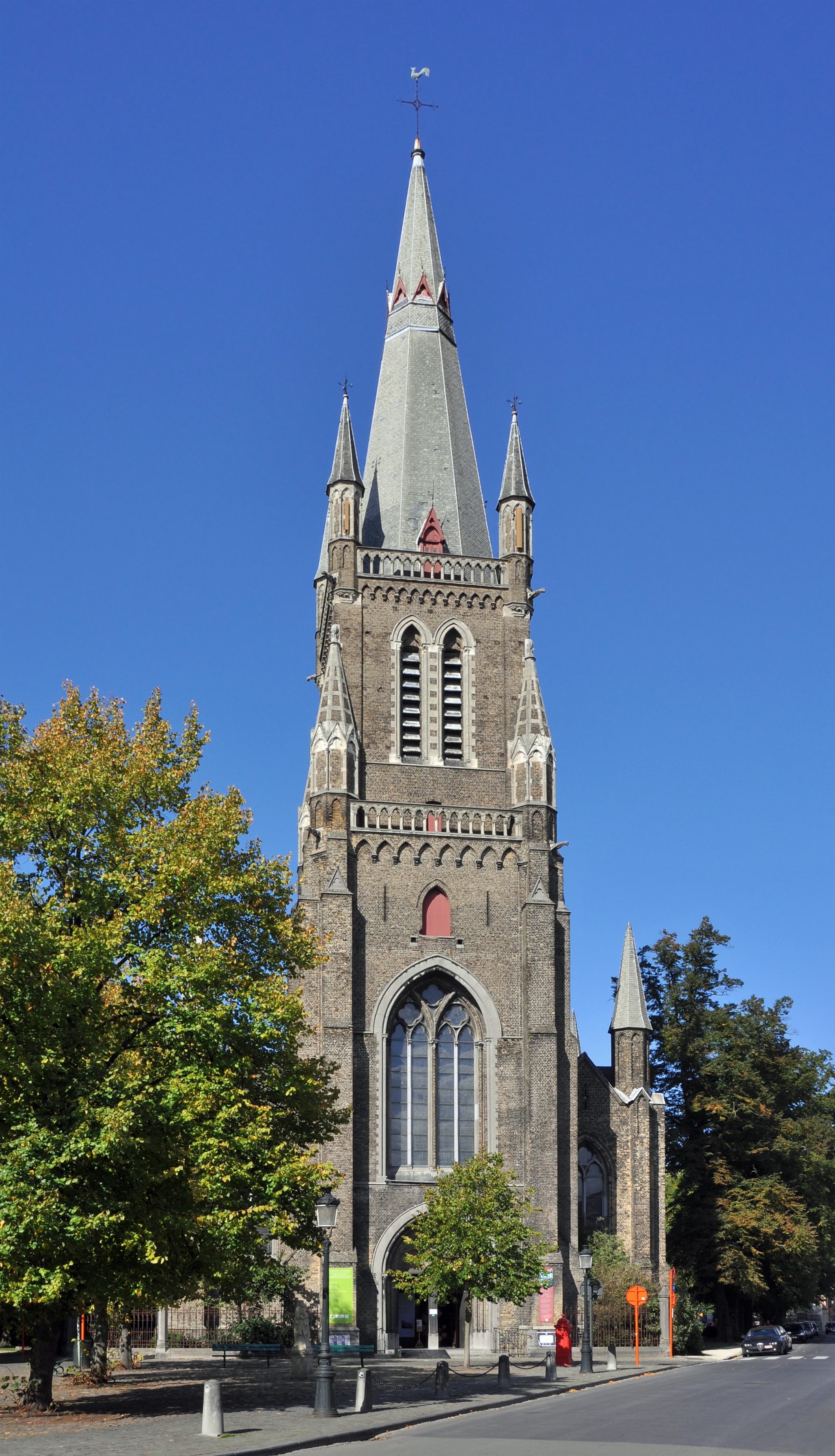

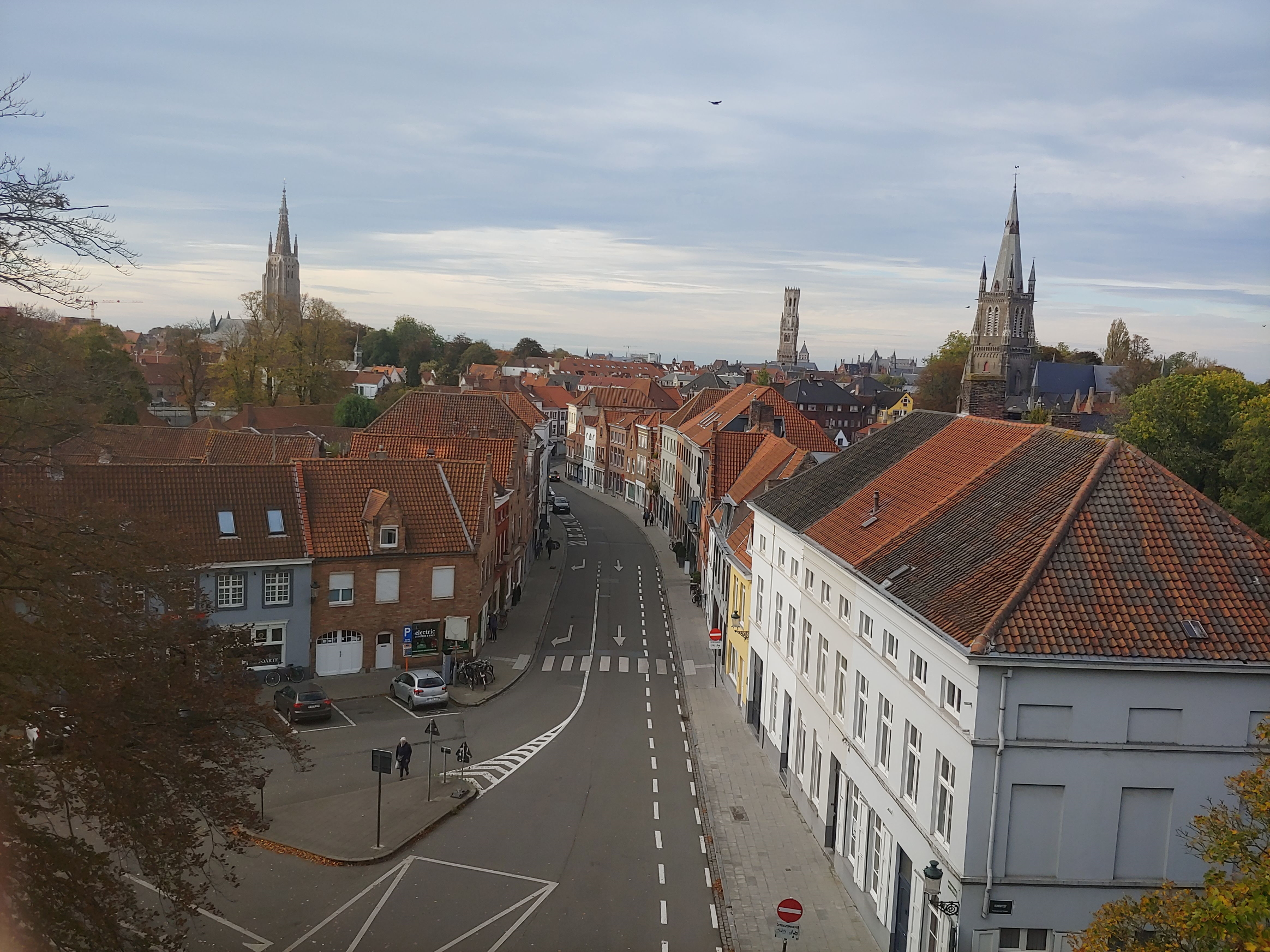

圣马达肋纳堂（Heilige Magdalenakerk）是一座罗马天主教教堂，位于比利时城市布鲁日，建于19世纪。

## 历史
圣加大肋纳堂（Katelijnekerk）创建于1270-1272年，负责的堂区横跨城墙内外，在1578年宗教动乱期间因战略原因被拆除。1801年，堂区分裂。城外部分并入圣母无原罪堂（Onze-Lieve-Vrouw-Onbevlekt-Ontvangenkerk）城内部分即今天的圣马达肋纳堂区。
1850年，布鲁日市从赎世主会买下了修道院的花园，在花园的南部，城市将一块地让给圣马达肋纳堂区，在那里建造一座新教堂。英国建筑师托马斯·哈珀·金设计了新哥特式风格。工程于1851年开工，1853年基本完工，1856年钟楼完工。